# 解夏
『解夏』（げげ）は、2002年に刊行されたさだまさし著の短編小説集、またその表題作。表題作「解夏」は2004年に映画化（後述）、また『愛し君へ』の題名でテレビドラマ化、「サクラサク」は2014年に映画化された。
「解夏」とは、仏教の僧が夏に行う安居という修行が終わる時をいう。対語は結夏（修行が始まる時）。

## 所収作
- 解夏 — ベーチェット病を発症した若者が次第に視力を失っていく過程の苦悩と、そこから立ち直っていくまでを描いた作品。
- 秋桜
- 水底の村
- サクラサク

## 映画

### 解夏
製作はフジテレビ・幻冬舎・アルタミラピクチャーズ・東宝・電通。配給は東宝。興行収入は10億9000万円。2004年1月17日公開（全国東宝洋画系）。上映時間は114分で、カラー作品（ビスタサイズ）。
DVDには、字幕や音声ガイドがあり、テレビ初放映時にも行われた。ナレーションは、フジテレビの武田祐子アナウンサー。
作中の医者やベーチェット病患者のセリフでは、「ベーチェット病の症状にも色々あり必ずしも目が見えなくなるわけではない」「目が見えなくなる場合でも発症から見えなくなるまでの期間は人によって様々」などの説明がある。

#### あらすじ
3月、学校教員の隆之は数日前から目に違和感を覚えていた。病院で診てもらうと、ベーチェット病に罹り自身の場合失明する可能性が高いと言われショックを受ける。隆之には結婚を約束した恋人・朝村陽子がいるが仕事でモンゴルに長期滞在中で、結婚取りやめの話を直接言い出せず彼女の父に婚約解消を申し出る。後日父親から手紙をもらった陽子は怒り心頭で予定を切り上げて帰国し、大事な話を勝手に決めようとした隆之に会い直接文句を言ってその場を後にする。
3月末で教師を辞めた隆之は長崎県の故郷に戻って実家の母・聡子や嫁ぎ先の姉や地元の親友と再会するが病気のことは言わないまま暮らすことに。後日、冷静になった陽子が「あなたの目になりたい」と隆之のもとへ訪れ、聡子は息子の恋人の来訪を喜び、高野家で一緒に生活を始める。数日後、隆之の様子に違和感を感じた聡子は息子の病気を知ることとなるが、母への告知に悩んでいた彼はとりあえず肩の荷が下りる。
別の日、隆之が子供の頃によく遊んでいた寺に陽子と訪れると、そこで出会った老人から“解夏”という言葉を教わる。隆之は、老人から「解夏とは、失明する恐怖と闘うあなた(隆之)にとって、失明すると同時にその恐怖から解放される日」との言葉をもらう。数日後、聡子はこれからも隆之のそばにいることを決めた陽子に感謝し、彼は失明するまでの間地元を周って故郷の景色を脳裏に焼き付けることを決める。
その後隆之は陽子と各所の景色を見て回るが、ある時1人で外出した時に視界が部分的に霧がかかるように白くぼんやりし始めてしまう。隆之は徐々に見えなくなる恐怖で陽子とケンカになり東京に帰してしまうが、その後彼女が大切な存在であることを再認識し、上京して謝罪しもう一度やり直すことに。後日、隆之のもとに最後に受け持った生徒たちから手紙が届き、陽子が一つ一つ読み上げるのを聞きながら、彼は生徒たちのことを懐かしく思い浮かべる。

#### キャスト
高野隆之
演 - 大沢たかお（2004年度日本アカデミー賞主演男優賞）
長崎県出身で東京在住の小学校教師。年は30過ぎ。快活な性格だが、問題が起きても自分の中で解決しようとしてあまり弱い部分を見せようとしない。ベーチェット病にかかってからは、時々視界の見え方に違和感を感じてその場に座り込むなどの発作に見舞われている。地元長崎の街が好きで、その場所ごとに見られる季節の花などを知っている。
朝村陽子（ともむら）
演 - 石田ゆり子
隆之の恋人。東京在住。大学で助手をしており、教育心理学の分野に携わる。冒頭では仕事に関する調査のためモンゴルに数ヶ月間滞在している。知的で礼儀正しくまっすぐな性格で芯が強い。隆之には自身を頼って欲しいという強い気持ちで彼を献身的に支えようとする。林からは「笑顔が綺麗」と評されている。

##### 長崎の人たち
高野聡子
演 - 富司純子
隆之の母。10年ほど前に夫を亡くし家に1人で住んでいたが、帰郷した隆之と数日後にきた陽子の3人で暮らし始める。隆之の恋人である陽子との関係は良好で出会ってすぐに打ち解け、仲のいい嫁姑のように振る舞う。陽子に地元の童歌であるでんでらりゅうの歌を教える。
高野玲子
演 - 石野真子
隆之の姉。結婚を機に実家から離れた場所で夫婦で長崎凧専門店を営む。突然教師を辞めて帰郷した隆之を心配する。
松尾輝彦
演 - 田辺誠一
隆之の幼なじみ。隆之から『てる』と呼ばれている。造船所で働く。隆之とは気心の知れた関係だが、構えることなく自然と気遣いのできる性格。趣味は海釣りとマラソン。
克子
演 - 渡辺えり子
和菓子屋の女将。常連客の聡子とは顔なじみ。お喋り好きで陽気な性格。カウンター越しにする聡子との会話はもっぱら嫁の話題で、持ち上げたり愚痴ったりしている。
林 茂太郎
演 - 松村達雄
寺院業務に携わり、大学で郷土史を教えている老人。用事で別の寺に訪れた時に隆之と陽子に出会う。隆之から病気のことを知って『解夏』という言葉の由来を教える。慈悲深い性格で辛い病気を抱えた隆之が少しでも気が休まるよう言葉をかける。

##### 東京の人たち
朝村健吉
演 - 林隆三
陽子の父。大学教授で隆之の恩師。隆之と陽子を引き合わせた人物だが、実際には彼が大学生の頃に何度か自身の家に遊びに訪れ、当時高校生だった娘が密かに彼を気に入り2人を紹介したという経緯がある。穏やかな性格で、隆之から結婚取りやめの申し出を受けた時も、彼と陽子の気持ちを尊重して助言する。
清水博信
演 - 古田新太
隆之の幼なじみで、現在は医者として働く。長崎出身で東京在住。隆之から『ひろ』と呼ばれている。子供の頃は臆病な性格で足が遅かったため、隆之に色々と助けてもらっていた。目などに異変を感じた隆之が病院に訪れ、検査の結果ベーチェット病と診断する。
黒田寿夫
演 - 柄本明
清水が以前担当したベーチェット病の患者。現在は両目とも失明しており、隆之にベーチェット病の自身の症状を語る。生前母から受けた「お前は貴重な体験ができる、その体験を活かせ」との言葉をモットーにしている。
安田
演 - 鴻上尚史
隆之が勤める小学校の先輩教師。隆之のクラスがまとまっていて生徒から慕われていることを羨む。自身は生徒たちに手を焼かされ、たまに見る学校の夢では普段と違って良い生徒ばかりであると嘆く。

#### スタッフ
- 製作：亀山千広、見城徹、島谷能成、遠谷信幸、桝井省志
- プロデューサー：関口大輔、瀬川ネリ、佐々木芳野
- 監督：磯村一路
- 脚本：磯村一路
- 原作：さだまさし
- 音楽：渡辺俊幸
- 主題歌：さだまさし『たいせつなひと』
- 撮影：柴主高秀
- 美術：小沢秀高
- 編集：菊池純一
- 助監督：山口晃二

## 朗読劇
2016年10月26日から10月31日にかけて六行会ホールにて、朗読劇『解夏』が公演された。隆之役と陽子役だけの朗読劇で、公演ごとに組み合わせを替わる。公演初日の10月26日15:30からのプレビュー公演のみ、隆之役は3名いて物語の展開に沿って入れ替わり演じた。
- 隆之 役
  - 内田朝陽（29日16：00、30日11：30、31日15：30）
  - 荒木宏文（26日15：30、19：30、27日15：30）
  - 鍵本輝(Lead)（26日15：30、29日19：30、30日15：00、31日12：00）
  - 桑野晃輔（26日15：30、28日19：30、30日18：30）
  - 白又敦（27日19：30、28日15：30）
- 陽子 役
  - 彩吹真央（29日16：00、30日11：30、31日15：30）
  - 南里侑香（27日15：30、30日15：00、31日12：00）
  - 朴璐美（26日15：30、19：30、29日19：30、30日18：30）
  - 真凛（27日19：30、28日15：30）
  - 山本紗也加（28日19：30、29日12：30）